# Serguéi Býkov
Serguéi Vladímirovich Býkov, en ruso: Сергей Владимирович Бы́ков,  (nacido el 26 de febrero de 1983 en Novodvinsk, Rusia) es un jugador de baloncesto ruso. Con 1,90 m de estatura, su puesto natural en la cancha es el de escolta.

## Trayectoria
- Spartak Moscú (2000-2001)
- Dinamo Moscú (2001-2004)
- Universitet Yugra (2004-2005)
- Dinamo Moscú (2005-2010)
- CSKA Moscú (2010-2011)
- Lokomotiv Kuban (2011-2014)
- UNICS Kazán (2014-2015)
- Lokomotiv Kuban (2015-2016)
- Avtodor Saratov (2016- )